# Cathy Horyn
Cathy Horyn (Coshocton, Ohio, Estados Unidos, 11 de septiembre de 1956) es una periodista y crítica de moda estadounidense conocida por su trabajo para The New York Times desde 1998 hasta 2014 donde tuvo el blog On The Runway.  . En 2015, fue nombrada crítica general del sitio web de la revista neoyorquina The Cut, en la que reseñó los desfiles de moda de Nueva York y París de la temporada Otoño/Invierno 2015. Fue la segunda crítica de moda del New York Times después de Amy Spindler, quien se retiró en noviembre de 2003. Es partidaria del diseñador belga Raf Simons.

## Primeros años
Fue criada en Ohio, comenzó su carrera en 1986 trabajando como periodista para The Detroit News . En 1990 se mudó a Washington D. C. y trabajó de la sección moda en The Washington Post. Luego, se fue a The New York Times en 1998. Entre las revistas y periódicos en los que ha colaborado están Vanity Fair, Vogue, Harper's Bazaar e International Herald Tribune. Es conocida por sus críticas agudas y firmes, lo cual la ha llevado a ser vetada de los shows de varios diseñadores, entre ellos se encuentran Giorgio Armani y Hedi Slimane quien le ha prohibido la entrada a Saint Laurent desde 2012.

## Carrera y polémicas
En 2002 recibió el Premio Eugenia Sheppard otorgado por el Consejo de Diseñadores de Moda de América (CFDA por sus siglas en inglés) por exponer y cuestionar los tratos de negocios y el trabajo de Anna Wintour, editora en jefe de Vogue.
En enero de 2010, Horyn fue bastante criticada por haber insinuado en un artículo que la actriz Christina Hendricks estaba gorda. La foto de Hendricks que se incluía en el artículo de Horyn estaba distorsionada haciéndola lucir más ancha, posiblemente, para demostrar el punto de Horyn. El New York Times reemplazó la imagen, afirmando que solo había sido distorsionada levemente por un error durante el procesamiento de rutina.
Ese mismo año escribió un artículo sobre la estrella de televisión Snooki, en el cual la describió como un "nabo de cabeza". Escribió que hablar con ella es "como ponerse de rodillas con un niño" y señaló que Snooki solo había leído dos libros en su vida.
Su reseña sobre el vestido de novia de Chelsea Clinton decía: "El vestido de la Sra. Clinton, por otro lado, sugería una relación completamente diferente [a comparación de otros vestidos de novia que Horyn había reseñado] con la moda, incluso, quizás, una ambivalente".
Lady Gaga escribió una columna para V Magazine en 2011 cuestionando la superioridad de las opiniones de algunos críticos por encima de la opinión del público en general, señalando también que no están interesados en las artes, sino simplemente, en criticar, al mismo tiempo se refirió a Horyn como una crítica predecible como muchas otras.
En septiembre de 2012, la crítica mordaz de Horyn de la colección primavera / verano 2013 de Oscar de la Renta, en la que se refirió a él como un "perro caliente (hot dog) de la moda estadounidense", obtuvo una gran cantidad de prensa negativa. De la Renta respondió en una carta abierta, publicada en WWD, criticando la falta de profesionalismo y la naturaleza a menudo personal de sus críticas, diciendo que si él era un "hot dog", entonces Horyn podría ser una "hamburguesa rancia de tres días." Más tarde, Horyn se excusó ante la respuesta del diseñador a través de Fashionologie.com, defendiendo la elección de la palabra hotdog: "Usé el término en un contexto profesional, como alguien que muestra sus trucos, como un surfista".
En un tuit publicado a modo de columna de periódico como burla, el diseñador Hedi Slimane criticó la falta de profesionalismo de Horyn, afirmando que es una publicista haciéndose pasar por una periodista del New York Times. En su carta, Slimane enfatiza la preferencia de Horyn por Raf Simons y añade lo siguiente: "En cuanto a mí concierne, ella jamás tendrá un asiento en (un show de) Saint Laurent, pero puede que obtenga un dos por uno en Dior. Debería alegrarse. No me molestan las críticas, pero estas deben venir de un crítico de moda, no de un publicista disfrazado. Me sorprende bastante que se haya salido con la suya durante tantos años". Horyn había escrito una reseña negativa sobre el show de Saint Laurent a pesar de no haber ido. Utilizó fotografías del desfile para escribir su reseña.

## Educación
Horyn estudió en Barnard College e hizo la maestría en periodismo en La Universidad del Noroeste.

### Como editora
- Bare Blass (con Bill Blass), New York: HarperCollins, 2002 (ISBN 0-06-018555-4; ISBN 978-0-06-018555-8)